# Vincent van den Berg
Vincent van den Berg (ur. 19 stycznia 1989) to holenderski piłkarz, który obecnie występuje w holenderskim klubie Excelsior Maassluis. Występuje na pozycji pomocnika lub napastnika.
Zanim w wieku 17 lat trafił do Arsenalu, van den Berg występował w juniorskim zespole SC Heerenveen. Podczas swojego pobytu w Londynie występował w spotkaniach Akademii (U-18) i rezerw, jednak w pierwszym zespole zaliczył tylko jedno spotkanie, gdy w pożegnalnym meczu Dennisa Berkgampa został wprowadzony z ławki.
Van den Berg grał dla reprezentacji Holandii U-17, i w 2005 roku zajął wraz z nią trzecie miejsce na Mistrzostwach Świata U-17 rozgrywanych w Peru.
7 stycznia 2008 roku Arsenal oficjalnie potwierdził wypożyczenie van den Berga do Go Ahead Eagles na drugą połowę sezonu 2007/08. Zadebiutował w towarzyskim spotkaniu przeciwko Samsunsporowi, lecz po 25. minutach musiał zostać zdjęty z boiska z powodu kontuzji.
12 sierpnia 2008 roku van den Berg został na sezon 2008/09 do FC Zwolle, lecz z powodu kontuzji nie rozegrał tam ani jednego meczu.
Jego kontrakt z Arsenalem wygasł latem 2009 roku. Pojawiła się dla niego oferta ze Sparty Rotterdam, lecz ponownie doznał urazu. Ostatecznie podpisał roczny kontrakt z występującym w holenderskiej Hoofdklasse Excelsiorem Maassluis.

## Statystyki kariery
(Aktualne na dzień 15 października 2009)
| Klub            | Sezon   | Liga | Liga | Liga | Puchary krajowe | Puchary krajowe | Puchary krajowe | Europa | Europa | Europa | Ogólnie | Ogólnie | Ogólnie |
| Klub            | Sezon   | Wyst | Gole | Asys | Wyst            | Gole            | Asys            | Wyst   | Gole   | Asys   | Wyst    | Gole    | Asys    |
| --------------- | ------- | ---- | ---- | ---- | --------------- | --------------- | --------------- | ------ | ------ | ------ | ------- | ------- | ------- |
| Arsenal         | 2006/07 | 0    | 0    | 0    | 0               | 0               | 0               | 0      | 0      | 0      | 0       | 0       | 0       |
| Go Ahead Eagles | 2007/08 | 3    | 0    | 0    | 0               | 0               | 0               | 0      | 0      | 0      | 3       | 0       | 0       |
| FC Zwolle       | 2008/09 | 0    | 0    | 0    | 0               | 0               | 0               | 0      | 0      | 0      | 0       | 0       | 0       |